# Sancé (Tikaré)
Pour les articles homonymes, voir Sancé.
Sancé est une localité située dans le département de Tikaré de la province du Bam dans la région Centre-Nord au Burkina Faso. 

## Éducation et santé
Le centre de soins le plus proche de Sancé est le centre de santé et de promotion sociale (CSPS) de Tikaré tandis que le centre médical avec antenne chirurgicale (CMA) de la province se trouve à Kongoussi.